# Louis Fürnberg
Louis Fürnberg (Jihlava, 1909. május 24. – Weimar, 1957. június 23.) zsidó származású csehszlovák–német író, költő, újságíró, zeneszerző és diplomata. Ő volt a zeneszerzője és szövegírója a Lied der Partei (’A párt dala’) című dalnak, amely éveken keresztül a Német Szocialista Egységpárt (SED) hivatalos himnuszaként szolgált.

## Magyarul
- Két találkozás; ford. Ember Mária, utószó Jahn Anna; Magyar Helikon, Bp., 1960
- A betlehemi hangos éjszaka. Válogatott elbeszélések; ford. Ember Mária, Simon László, vál. Hajnal Gábor; Európa, Bp., 1979